# Huya (noble)
Huya va ser un noble egipci que va viure al voltant del 1350 aC. Va ser el «Superintendent de la Casa Reial», el «Superintendent de l'Harem Reial» i el «Superintendent del Tresor», i tots aquests títols van estar associats amb la reina Tiy, la mare d'Akhenaton.
Tenia una tomba (Tomba d'Amarna 1) construïda al cementiri del Nord d'Amarna, encara que les seves restes mai han estat identificades. La seva tomba contenia una gran quantitat de material sobre la família reial i el culte al déu Aton, incloent un Himne a Aton.